# Кино през 1996 година
Това е списък на събития, свързани с киното през 1996 година.

## Най-касови филми
| №   | Заглавие                     | Филмово студио                              | Приходи (млн. USD) |
| --- | ---------------------------- | ------------------------------------------- | ------------------ |
| 1.  | „Денят на независимостта“    | 20th Century Fox                            | 817,4              |
| 2.  | „Туистър“                    | Warner Bros. / Universal Studios            | 494,5              |
| 3.  | „Мисията невъзможна“         | Paramount Pictures                          | 457,7              |
| 4.  | „Скалата“                    | Hollywood Pictures                          | 335,1              |
| 5.  | „Парижката Света Богородица“ | Walt Disney Pictures                        | 325,3              |
| 6.  | „101 далматинци“             | Walt Disney Pictures                        | 320,7              |
| 7.  | „Откуп“                      | Touchstone Pictures / Imagine Entertainment | 309,5              |
| 8.  | „Смахнатият професор“        | Universal Studios                           | 274                |
| 9.  | „Джери Магуайър“             | TriStar Pictures                            | 273,6              |
| 10. | „Заличителят“                | Warner Bros.                                | 242,3              |

## Награди
| Категория           | 54-ти награди Златен глобус 19 януари 1997                   | 54-ти награди Златен глобус 19 януари 1997                   | 69-и награди Оскар 24 март 1997      | 50-и награди на БАФТА 29 април 1997  |
| Категория           | Драма                                                        | Мюзикъл или комедия                                          | 69-и награди Оскар 24 март 1997      | 50-и награди на БАФТА 29 април 1997  |
| ------------------- | ------------------------------------------------------------ | ------------------------------------------------------------ | ------------------------------------ | ------------------------------------ |
| Филм                | „Английският пациент“                                        | „Евита“                                                      | „Английският пациент“                | „Английският пациент“                |
| Актьор              | Джефри Ръш „Блясък“                                          | Том Круз „Джери Магуайър“                                    | Джефри Ръш „Блясък“                  | Джефри Ръш „Блясък“                  |
| Актриса             | Бренда Блетин „Тайни и лъжи“                                 | Мадона „Евита“                                               | Франсис Макдорманд „Фарго“           | Бренда Блетин „Тайни и лъжи“         |
| Режисьор            | Милош Форман „Народът срещу Лари Флинт“                      | Милош Форман „Народът срещу Лари Флинт“                      | Антъни Мингела „Английският пациент“ | Братя Коен „Фарго“                   |
| Поддържащ актьор    | Едуард Нортън „Първичен страх“                               | Едуард Нортън „Първичен страх“                               | Куба Гудинг Джуниър „Джери Магуайър“ | Пол Скофийлд „Лов на вещици“         |
| Поддържаща актриса  | Лорън Бекол „Огледало с две лица“                            | Лорън Бекол „Огледало с две лица“                            | Жулиет Бинош „Английският пациент“   | Жулиет Бинош „Английският пациент“   |
| Адаптиран сценарий  | „Народът срещу Лари Флинт“ Скот Александър и Лари Карашевски | „Народът срещу Лари Флинт“ Скот Александър и Лари Карашевски | „Sling Blade“ Били Боб Торнтън       | „Английският пациент“ Антъни Мингела |
| Оригинален сценарий | „Народът срещу Лари Флинт“ Скот Александър и Лари Карашевски | „Народът срещу Лари Флинт“ Скот Александър и Лари Карашевски | „Фарго“ Братя Коен                   | „Тайни и лъжи“ Майк Лий              |
| Чуждестранен филм   | „Коля“                                                       | „Коля“                                                       | „Коля“                               | „Смешно“                             |

## Премиери на български филми
| Дата        | Заглавие                | Режисьор         |
| ----------- | ----------------------- | ---------------- |
| 12 март     | „Трака-трак“            | Илия Костов      |
| 21 май      | „Дневникът на един луд“ | Мариус Куркински |
| 17 октомври | „Закъсняло пълнолуние“  | Едуард Захариев  |
| 18 октомври | „Приятелите на Емилия“  | Людмил Тодоров   |
| 15 ноември  | „Всичко от нула“        | Иван Павлов      |

## Родени
- 17 февруари – Саша Питърс
- 21 февруари – Софи Търнър
- 14 април – Абигейл Бреслин
- 25 април – Алисън Ашли Арм
- 28 април – Тони Револори
- 1 септември – Зендая
- 22 ноември – Макензи Линц

## Починали
- 29 януари – Джейми Юис
- 2 февруари – Джийн Кели
- 16 февруари – Милош Копецки
- 13 март – Кшищоф Кешловски
- 6 април – Гриър Гарсън
- 19 април – Георги Фратев
- 21 юни – Кирил Варийски
- 26 юни – Едуард Захариев
- 19 юли – Владислав Молеров
- 30 юли – Клодет Колбер
- 30 юли – Магда Шнайдер
- 2 септември – Георги Георгиев – Гец
- 2 септември – Тодор Монов
- 10 септември – Стефан Гецов
- 13 септември – Тупак Шакур
- 19 ноември – Пламен Вагенщайн
- 22 ноември – Мария Казарес
- 19 декември – Марчело Мастрояни

## Дебюти
- Уил Арнет в „Close Up“
- Вайола Дейвис в „The Substance of Fire“
- Кимбърли Елиз в „Set It Off“
- Били Кръдъп в „Слийпърс“
- Мила Кунис в „Дядо Коледа с мускули“
- Кели Макдоналд в „Трейнспотинг“
- Наташа Макелоун в „Да устоиш на Пикасо“
- Гретчен Мол в „Girl 6“
- Емили Мортимър в „Призрака и Мрака“
- Едуард Нортън в „Първичен страх“
- Тимъти Олифант в „Клуб „Първа съпруга““
- Фреди Принз Джуниър в „To Gillian on Her 37th Birthday“
- Октавия Спенсър в „Време да убиваш“
- Джулия Стайлс в „Обичам те, не те обичам“
- Джъстин Теру в „I Shot Andy Warhol“
- Мишел Трактенбърг в „Harriet the Spy“
- Дони Уолбърг в „Bullet“
- Емили Уотсън в „Порейки вълните“
- Люк Уилсън в „Ракета в бутилка“
- Оуен Уилсън в „Ракета в бутилка“